# Ghatail
Ghatail (en bengali : ঘাটাইল) est une upazila du Bangladesh dans le district de Tangail. En 2011, on y dénombrait 417 939 habitants.